# Diarmait mac Maíl na mBó
Diarmait mac Maíl na mBó (mort el 7 de febrer de 1072), va ser rei de Regne de Leinster i del Regne de Dublín i adversari pel títol de Gran rei d'Irlanda.
Va ser un dels més importants i significatius monarques d'Irlanda en l'era prenormanda, i la seva àrea d'influència assolia les illes Hèbrides, l'illa de Man i també Anglaterra.

## Context
Diarmait era membre dels Uí Cheinnselaig, una dinastia radicada al sud-est de Leinster i centrada al voltant de la població de Ferns, a l'actual comtat de Wexford. El seu pare Donnchad mac Diarmata era conegut amb l'epítet de Máel na mBó, d'on ve el patronímic de Diarmait. L'últim dels avantpassats de Diarmait en ostentar el títol de rei de Leinster havia estat Crimthann mac Énnai, mort a la fi del segle v. Malgrat tot, els seus avantpassats més propers havien estat reis d'Uí Cheinnselaig, entre ells el seu besavi Domnall mac Cellaig (mort el 974). La mare de Diarmait, Aife, era filla de Gilla Pátraic mac Donnchada, rei de Osraige, i tenia almenys un germà, Domnall, el fill del qual Donnchad mac Domnaill Remair arribaria a ocupar el tron de Leinster.
Els Uí Cheinnselaig havien estat una important família temps passats, però el seu poder havia declinat després de la derrota soferta a la batalla d'Áth Senaig l'any 738 a les mans dels Uí Dúnlainge, dinastia establerta al nord de Leinster, al voltant de Naas i Kildare, amb l'ajut dels poderosos Clann Cholmáin del regne de Mide. El declivi dels Clann Cholmáin a començaments del segle xi (coincidint amb el regnat de Brian Boru i la derrota soferta pels Uí Dúnlainge de Máel Mórda mac Murchada a la batalla de Clontarf van canviar de manera substancial el panorama polític a favor dels Uí Cheinnselaig.
El retorn dels vikings a les costes irlandeses a començaments del segle x va portar aparellada la construcció de ciutats noves a les costes. Aquestes ciutats, centres de comerç i producció, proporcionaven grans beneficis als seus propietaris, als quals les va convertir en objectiu dels principals reis d'Irlanda. Els reis de Leinster es trobaven en una posició particularment avantatjosa per explotar aquests nuclis, ja que tres dels cinc principals centres vikings es trobaven a la seva província. Al cantó sud-est, dominada pels Uí Cheinsselaig, hi era  Wexford. Una mica més a l'oest, al petit regne d'Osraige i regne de Waterford. I finalment, el regne de Dublín, el més important centre viking a l'illa, situat al nord-est de la província. Per contra, els reis de l'oest i el nord del país (Ulster i Connacht) no en tenien accés a cap ciutat, mentre que a Munster, al sud-oest, s'aixecaven el regne de Cork a la costa meridional i el regne de Limerick a l'occidental.

## Trajectòria
El 1047, Diarmait es va aliar a Niall mac Eochada, rei dels Ulaid, per tractar de pressionar els regnes de Mide, de  Brega i de Dublín, sota el control del Gran rei d'Irlanda. Aquesta política es va revelar altament rendible per als interessos de Leinster, que va aconseguir atreure a la seva òrbita el regne viking de Dublín, sostraient-lo a la influència del Gran rei.
Diarmait va aconseguir finalment de ser coronat com rei de Leinster, i va situar el seu fill  Murchad, com a rei de Dublín. El control de dos dels territoris més puixants econòmicament de l'illa i de la flota de Dublín va proporcionar a Diarmait una poderosa posició a ambdós costats de la mar d'Irlanda. De fet, quan els exèrcits saxons van ser derrotats pels normands a la batalla de Hastings, els fills del rei saxó Harold Godwinson, mort a la batalla, van fugir a Irlanda, on van ser acollits per Diarmait, que els va llogar la seva flota dublinesa per intentar envair Anglaterra.

## Mort i llegat
Diarmait, un dels homes més poderosos de l'illa, es va implicar fortament en la disputa pel títol de Gran rei d'Irlanda. Tanmateix, moriria a la batalla contra Conchobar Ua Maelsechalinn, regne de Mide a la rodalia de Navan, comtat de Meath, el 7 de febrer de 1072.

La seva mort quedaria recollida als Annals dels quatre mestres:
| « | Diarmaid, fill de Mael-na-mbo, rei de Leinster, dels estrangers d'Ath-cliath i de Leath-Mogha-Nuadhat, va ser mort i decapitat a la batalla d'Odhbha, dimarts, el setè dels idus de febrer, la batalla guanyada per Conchobhar O'Maeleachlainn, rei de Mide. A la batalla, van morir també molts centenars d'estrangers i d'homes de Leinster junt amb Diarmaid. A ella va morir Gillaphadraig O'Fearghaile, senyor de Fortuatha. | » |

Diarmait mac Maíl na mBó va ser el besavi de Dermot MacMurrough, rei de Uí Cheinnselaig i de Leinster. A la seva disputa amb Rory O'Connor, rei de Connacht sol·licitaria ajut a Enric II d'Anglaterra, el que obriria les portes d'Irlanda a la invasió de Richard FitzGilbert de Clare i significaria el començament del domini anglès a l'illa.